# Bonnersüng
Die Ortschaft Bonnersüng ist ein Ortsteil der Gemeinde Lindlar im Oberbergischen Kreis im Regierungsbezirk Köln in Nordrhein-Westfalen.

## Lage und Beschreibung
Der Ort liegt nördlich von Lindlar, nördlich von Hartegasse und nordöstlich von Kapellensüng. Bonnersüng wird zusammen mit Kapellensüng und Löhsüng auch umgangssprachlich als Süng bezeichnet.

## Geschichte
1413 wurde der Ort im Kämmereiregister für den Fronhof Lindlar das erste Mal urkundlich erwähnt. Die Schreibweise der Erstnennung war Sune. Diese gilt auch für Kapellensüng und Löhsüng.
Die Topographia Ducatus Montani des Erich Philipp Ploennies, Blatt Amt Steinbach, belegt, dass der Wohnplatz bereits 1715 vier Hofstellen besaß, die als Süng beschriftet sind. Dabei ist es aber nicht feststellbar, ob es sich um Kapellensüng, Löhsüng oder Bonnersüng handelt. Carl Friedrich von Wiebeking benennt die Hofschaft auf seiner Charte des Herzogthums Berg 1789 als Sünge. Aus ihr geht hervor, dass der Ort zu dieser Zeit Teil der Honschaft Breun im Kirchspiel Lindlar war.
Der Ort ist auf der Topographischen Aufnahme der Rheinlande von 1825 als Süng verzeichnet. Die Preußische Uraufnahme von 1840 zeigt den Wohnplatz unter dem Namen Bonners Süng. Ab der Preußischen Neuaufnahme von 1894/96 ist der Ort auf Messtischblättern regelmäßig als Bonnersüng verzeichnet.
1822 lebten 24 Menschen im als Hof kategorisierten und Bonnersüng bezeichneten Ort, der nach dem Zusammenbruch der napoleonischen Administration und deren Ablösung zur Bürgermeisterei Lindlar im Kreis Wipperfürth gehörte. Für das Jahr 1830 werden für den als Bonnersüng bezeichneten Ort 27 Einwohner angegeben. Der 1845 laut der Uebersicht des Regierungs-Bezirks Cöln als Hof kategorisierte und Bonner-Süng bezeichnete Ort besaß zu dieser Zeit drei Wohngebäude mit 34 Einwohnern, alle katholischen Bekenntnisses. Die Gemeinde- und Gutbezirksstatistik der Rheinprovinz führt Bonnersüng 1871 mit fünf Wohnhäusern und 21 Einwohnern auf. Im Gemeindelexikon für die Provinz Rheinland von 1888 werden für Bonnersüng vier Wohnhäuser mit 21 Einwohnern angegeben. 1895 besitzt der Ort vier Wohnhäuser mit 13 Einwohnern und gehörte konfessionell zum katholischen Kirchspiel Süng. 1905 werden vier Wohnhäuser und 22 Einwohner angegeben.

## Sehenswürdigkeiten
- ein Fußfall
- ein Fachwerkhaus aus dem 18. Jahrhundert